# La duchessa dell'Idaho
La duchessa dell'Idaho (Duchess of Idaho) è un film del 1950 diretto da Robert Z. Leonard. Il titolo viene ripreso da quello di un treno che attraversa l'Idaho per arrivare a Sun Valley.

## Produzione
Il film fu prodotto dalla Metro-Goldwyn-Mayer (MGM), con le coreografie di Jack Donohue

## Distribuzione
Distribuito dalla Metro-Goldwyn-Mayer, il film uscì nelle sale cinematografiche statunitensi il 14 luglio 1950. Il 20 luglio, venne presentato a New York con il titolo originale Duchess of Idaho.